# دوست‌دختر خارق‌العاده سابق من
دوست‌دختر خارق‌العاده سابق من (به انگلیسی: My Super Ex-Girlfriend) فیلمی محصول سال ۲۰۰۶ و به کارگردانی ایوان رایتمن است. در این فیلم بازیگرانی همچون لوک ویلسون، اوما تورمن، آنا فاریس، ادی ایزارد، رین ویلسون، واندا سایکس، استلیو ساوانته، آنا فاریس و مارک کونسلوس ایفای نقش کرده‌اند.